# Stadion Rujevica
El Stadion Rujevica (cuyo nombre oficial es: Stadion HNK Rijeka, en español: "Estadio HNK Rijeka ") es un estadio de fútbol en la ciudad de Rijeka. Desde agosto de 2015, es el estadio provisional del HNK Rijeka, mientras se realiza la construcción del nuevo Stadion Kantrida El estadio forma parte de un conjunto de instalaciones, que incluye cuatro campos adicionales, empleado por la academia de juventud del club para sesiones de entrenamiento. Una vez quede construido el nuevo Kantrida, el estadio será utilizado como zona de entrenamiento del club.

## Construcción
La construcción del centro de formación comenzó el 15 de septiembre de 2014 y fue financiado por los propietarios del HNK Rijeka. El 28 de julio de 2015, el estadio obtuvo la licencia de las autoridades de fútbol croata. Fue inaugurado el 2 de agosto de 2015, enfrentándose el HNK Rijeka contra el NK Lokomotiva con victoria local por 3–1. Marin Leovac marcó el primer gol.

## Expansión
Entre enero y noviembre del año 2016, el presidente del club Damir Mišković dio a entender que la zona norte podría ser construida para así cumplir con los requisitos de categorías de estadio de la UEFA para poder participar, en caso de clasificarse, en la Liga de Campeones de la UEFA ó la Liga Europa de la UEFA. Para ello, el estadio debía tener una capacidad mínima de 8.000 espectadores. La construcción de la grada norte comenzó el 11 de mayo de 2017, finalizando el 21 de julio de 2017, con el consiguiente aumento de la capacidad total del estadio de 6.039 a 8.279 espectadores.

## Capacidad por sector
Cuatro sectores contribuyen al total de 8.279 espectadores:
- Sector I (este): 2.852 espectadores.
- Sector Z (oeste): 2.787 espectadores (incluyendo la zona VIP).
- Sector S (norte): 2.240 espectadores.
- Sector J (sur): 400 espectadores (Seguidores del conjunto visitante).

## Partidos internacionales
| Fecha                | Competición                        | Rival          | Resultado      | Espectadores   | Referencia     |                |
| Local: Croacia       | Local: Croacia                     | Local: Croacia | Local: Croacia | Local: Croacia | Local: Croacia | Local: Croacia |
| -------------------- | ---------------------------------- | -------------- | -------------- | -------------- | -------------- | -------------- |
| 4 de junio de 2016   | Amistoso                           | San Marino     | 10–0           | 3.911          | [ 12 ]         |                |
| 6 de octubre de 2017 | Clasificación para el Mundial 2018 | Finlandia      | 1–1            | 7.578          | [ 13 ]         |                |